# ناحیه باییون، گوانگ‌ژو
باییان (به لاتین: Baiyun District, Guangzhou) یک سکونتگاه مسکونی در جمهوری خلق چین است که در گوانگ‌ژو واقع شده‌است.

## خصوصیات
باییان ۸۲۵ کیلومترمربع مساحت و ۹۴۷٬۶۰۷ نفر جمعیت دارد.